# Triplectides insperatus
Triplectides insperatus là một loài Trichoptera trong họ Leptoceridae. Chúng phân bố ở miền Australasia.